# José Manuel Fuente

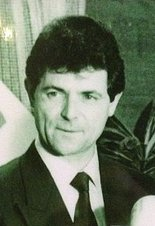
José Manuel Fuente (1988)

José Manuel Fuente Lavandera (* 30. September 1945 in Limanes; † 18. Juli 1996 in Oviedo) war ein spanischer Radrennfahrer. Sein Spitzname war El Tarangu, was im Asturischen für einen starken und charaktervollen Mann steht.

## Sportliche Laufbahn
Als Amateur gewann er 1969 die Volta a Tarragona. Fuente war einer der erfolgreichsten Bergfahrer seiner Zeit. Er gewann vier Mal das Maglia Verde des Giro d’Italia 1971 bis 1974, die Bergwertung der Vuelta a España 1972 und die Bergwertung der Tour de Suisse 1973. Daneben gewann er zahlreiche Bergetappen bei der Tour, dem Giro und der Vuelta. Auch in den Gesamtklassements der großen Rundfahrten war er sehr erfolgreich. Die Vuelta gewann er 1972 und 1974. 1973 gewann er als erster Spanier die Tour de Suisse mit einem Vorsprung von 4:45 Minuten auf Donato Giuliani. Bei der Tour de France war der dritte Platz im Jahre 1973 und beim Giro d’Italia der zweite Platz im Jahre 1972 sein jeweils bestes Resultat. Insbesondere beim Giro war er einer der größten Konkurrenten von Eddy Merckx.
1976 zwang ihn eine schwere Niereninfektion zur Beendigung seiner Karriere. Fuente starb am 18. Juli 1996 an den Spätfolgen dieser Krankheit. Um die Erinnerung an ihn wachzuhalten, wurde nach Fuentes Tod die Trofeo José Manuel Fuente Tarangu, ein schweres Rennen für Junioren in seiner Heimat Asturien, geschaffen.
In seiner Zeit als Aktiver fuhr Fuente für das Kas-Team.

## Berufliches
Nach seinem Rücktritt als Rennfahrer war er als Sportlicher Leiter des Teams CLAS tätig.